# (23586) 1995 TA1
1995 تي أي 1 (ويعرف أيضًا باسم (23586) 1995 تي أي 1 وفق تسمية الكوكب الصغير) (بالإنجليزية: 1995 TA1)‏ هو كويكب ضمن حزام الكويكبات؛ وترتيبه 23586 من حيث الاكتشاف.
اكتُشف هذا الجُرم الفلكي بواسطة تاكيشي أوراتا ‏ في 13 أكتوبر 1995.

## وصلات خارجية
- (23586) 1995 TA1 في قاعدة بيانات مختبر الدفع النفاث لأجرام النظام الشمسي الصغيرة

- الاكتشاف · مخطط المدار ·  العناصر المدارية · المعلمات المادية

- (23586) 1995 TA1 على موقع ويكي سكاي: DSS2, SDSS, GALEX, IRAS, Hydrogen α, X-Ray, Astrophoto, Sky Map, Articles and images